# Discografia de XXXTentacion
A discografia de XXXTENTACION, um rapper norte-americano, consiste em quatro álbuns de estúdio, 7 mixtape, 7 extended plays e 14 singles (incluindo 7 como artista convidado).

## Álbuns

### Álbuns de estúdio
| Título | Detalhes | Posições nas tabelas musicais | Posições nas tabelas musicais | Posições nas tabelas musicais | Posições nas tabelas musicais | Posições nas tabelas musicais | Posições nas tabelas musicais | Posições nas tabelas musicais | Posições nas tabelas musicais | Posições nas tabelas musicais | Posições nas tabelas musicais | Certificações    |
| Título | Detalhes | EUA                           | EUA R&B/HH                    | EUA R&B                       | AUS                           | CAN                           | DIN                           | NOR                           | NZ                            | SUE                           | GBR                           | Certificações    |
| ------ | --- | ----------------------------- | ----------------------------- | ----------------------------- | ----------------------------- | ----------------------------- | ----------------------------- | ----------------------------- | ----------------------------- | ----------------------------- | ----------------------------- | ---------------- |
| 17     | - Lançamento: 25 de agosto de 2017 - Gravadora: Bad Vibes Forever, Empire Distribution - Formato: Streaming, download digital, LP | 2                             | 2                             | 1                             | 29                            | 2                             | 2                             | 1                             | 2                             | 3                             | 12                            | - IFPI DEN: Ouro |
| ?      | - Lançamento: 16 de março de 2018 - Gravadora: Bad Vibes Forever - Formato: Streaming, download digital                           | 1                             | 1                             | 1                             | 3                             | 1                             | 1                             | 1                             | 2                             | 1                             | 3                             | - RIAA: Ouro     |
| SKINS  | - Lançamento: 7 de dezembro de 2018 - Gravadora: Bad Vibes Forever, Empire Distribution - Formato: Streaming, download digital    | 1                             | 1                             | 1                             | 8                             | 4                             | 5                             | 1                             | 1                             | 1                             | 29                            | - RIAA: Ouro     |

### Mixtapes
| Revenge      | - Lançamento: 16 de maio de 2017 - Gravadora: Empire Distribution - Formato: Download digital | 30            | 15            | 37            |               |               |               |               |               |               |               |               |               |
| I Need Jesus | - Lançamento: N/A - Gravadora: Empire Distribution - Formato: Download digital                | A ser lançado | A ser lançado | A ser lançado | A ser lançado | A ser lançado | A ser lançado | A ser lançado | A ser lançado | A ser lançado | A ser lançado | A ser lançado | A ser lançado |

### Mixtapes colaborativos
| Título                                                        | Detalhes                                                                                               |
| ------------------------------------------------------------- | --- |
| Members Only, Vol. 1 (com Ski Mask the Slump God)             | - Lançamento: 20 de abril de 2015 - Gravadora: Auto-lançado - Formato: Download digital                |
| Members Only, Vol. 2 (com Members Only)                       | - Lançamento: 23 de outubro de 2015 - Gravadora: Auto-lançado - Formato: Download digital              |
| Members Only, Vol. 3 (com Members Only)                       | - Lançamento: 26 de junho de 2017 - Gravadora: Auto-lançado - Formato: Download digital                |
| XXXTENTACION Presents: Members Only, Vol.4 (com Members Only) | - Lançamento: 23 de janeiro de 2019[carece de fontes?] - Gravadora: Empire - Formato: Download digital |

## Extended plays(EPs)
| Título                           | Detalhes                                                                                   |
| -------------------------------- | ------------------------------------------------------------------------------------------ |
| Ice Hotel                        | - Lançamento: 11 de abril de 2014 - Gravadora: Auto-lançado - Formato: Download digital    |
| The Fall                         | - Lançamento: 21 de novembro de 2014 - Gravadora: Auto-lançado - Formato: Download digital |
| ItWasntEnough                    | - Lançamento: 18 de março de 2016 - Gravadora: Auto-lançado - Formato: Download digital    |
| Willy Wonka Was a Child Murderer | - Lançamento: 28 de abril de 2016 - Gravadora: Auto-lançado - Formato: Download digital    |
| A Ghetto Christmas Carol         | - Lançamento: 11 de dezembro de 2017 - Gravadora: Auto-lançado - Formato: Download digital |

## Singles

### Como artista principal
| Título                                                            | Ano  | Posições nas tabelas musicais | Posições nas tabelas musicais | Posições nas tabelas musicais | Posições nas tabelas musicais | Posições nas tabelas musicais | Posições nas tabelas musicais | Posições nas tabelas musicais | Posições nas tabelas musicais | Posições nas tabelas musicais | Posições nas tabelas musicais | Certificações     | Álbum                |
| Título                                                            | Ano  | EUA                           | EUA R&B/HH                    | EUA Rap                       | CAN                           | DIN                           | ITA                           | NZ                            | SUE                           | SUI                           | UK                            | Certificações     | Álbum                |
| ----------------------------------------------------------------- | ---- | ----------------------------- | ----------------------------- | ----------------------------- | ----------------------------- | ----------------------------- | ----------------------------- | ----------------------------- | ----------------------------- | ----------------------------- | ----------------------------- | ----------------- | -------------------- |
| "Look at Me!"                                                     | 2016 | 34                            | 18                            | 12                            | 37                            | —                             | —                             | —                             | —                             | —                             | —                             | - SNEP: Ouro      | Revenge              |
| "What in XXXTarnation" (part. Ski Mask the Slump God)             | 2017 | —                             | —                             | —                             | —                             | —                             | —                             | —                             | —                             | —                             | —                             |                   | Members Only, Vol. 3 |
| "Gospel" (com Rich Chigga e Keith Ape)                            | 2017 | —                             | —                             | —                             | —                             | —                             | —                             | —                             | —                             | —                             | —                             |                   | —                    |
| "Revenge"                                                         | 2017 | 77                            | 37                            | —                             | 80                            | —                             | 69                            | —                             | —                             | —                             | —                             |                   | 17                   |
| "Jocelyn Flores"                                                  | 2017 | 19                            | 13                            | 10                            | 27                            | 26                            | 54                            | 12                            | 22                            | 57                            | 39                            | - BPI: 3× Platina | 17                   |
| "Fuck Love" (com Trippie Redd)                                    | 2018 | 41                            | 18                            | —                             | 52                            | —                             | 73                            | —                             | —                             | 88                            | 89                            | - RIAA: Platina   | 17                   |
| "Sad!"                                                            | 2018 | 1                             | 1                             | 9                             | 9                             | 10                            | 26                            | 4                             | 9                             | 12                            | 20                            | - IFPI DEN: Ouro  | ?                    |
| "Changes"                                                         | 2018 | 18                            | 18                            | —                             | 48                            | 43                            | 94                            | 33                            | 58                            | 45                            | 71                            | - RIAA: Platina   | ?                    |
| "BAD!"                                                            | 2018 |                               |                               |                               |                               |                               |                               |                               |                               |                               |                               |                   | SKINS                |
| "—" denota singles lançados que não entraram nas paradas musicais |      |                               |                               |                               |                               |                               |                               |                               |                               |                               |                               |                   |                      |

### Como artista convidado
| "Take a Step Back" (Ski Mask the Slump God com XXXTentacion)      | 2017 | —  | —  | —  | —  | — |                 | Drown in Designer |
| "Str8 Shot" (Miami Tip com XXXTentacion)                          | 2017 | —  | —  | —  | —  | — |                 | Sem álbum         |
| "Roll in Peace" (Kodak Black com XXXTentacion)                    | 2017 | 31 | 20 | 14 | 64 | — | - RIAA: Platina | Project Baby 2    |
| "Again" (Noah Cyrus com XXXTentacion)                             | 2017 | —  | —  | —  | 91 | 6 |                 | NC-17             |
| "Falling Down" (Lil Peep com XXXTentacion)                        | 2018 |    |    |    |    |   |                 | Sem álbum         |
| "—" denota singles lançados que não entraram nas paradas musicais |      |    |    |    |    |   |                 |                   |

## Outras canções nas paradas
| Título                                                                                | Ano  | Posições nas tabelas musicais | Posições nas tabelas musicais | Posições nas tabelas musicais | Posições nas tabelas musicais | Posições nas tabelas musicais | Posições nas tabelas musicais | Posições nas tabelas musicais | Posições nas tabelas musicais | Posições nas tabelas musicais | Posições nas tabelas musicais | Certificações | Álbum                    |
| Título                                                                                | Ano  | EUA                           | EUA R&B/HH                    | EUA Rap                       | CAN                           | IRL                           | ITA                           | NZ                            | SUE                           | SUI                           | UK                            | Certificações | Álbum                    |
| ------------------------------------------------------------------------------------- | ---- | ----------------------------- | ----------------------------- | ----------------------------- | ----------------------------- | ----------------------------- | ----------------------------- | ----------------------------- | ----------------------------- | ----------------------------- | ----------------------------- | ------------- | ------------------------ |
| "Everybody Dies in Their Nightmares"                                                  | 2017 | 54                            | 27                            | 20                            | 54                            | 99                            | 61                            | —                             | —                             | 91                            | 88                            | - FIMI: Ouro  | 17                       |
| "Depression & Obsession"                                                              | 2017 | 91                            | 46                            | —                             | 93                            | —                             | 87                            | —                             | —                             | —                             | —                             |               | 17                       |
| "Save Me"                                                                             | 2017 | 94                            | 48                            | —                             | —                             | —                             | 95                            | —                             | —                             | —                             | —                             |               | 17                       |
| "Carry On"                                                                            | 2017 | 95                            | 49                            | —                             | 100                           | —                             | —                             | —                             | —                             | —                             | —                             |               | 17                       |
| "Orlando"                                                                             | 2017 | —                             | —                             | —                             | —                             | —                             | —                             | —                             | —                             | —                             | —                             |               | 17                       |
| "Dead Inside (Interlude)"                                                             | 2017 | —                             | —                             | —                             | —                             | —                             | —                             | —                             | —                             | —                             | —                             |               | 17                       |
| "A Ghetto Christmas Carol"                                                            | 2018 | —                             | —                             | —                             | —                             | —                             | —                             | —                             | —                             | —                             | —                             |               | A Ghetto Christmas Carol |
| "Alone, Part 3"                                                                       | 2018 | —                             | 50                            | —                             | 80                            | —                             | —                             | —                             | —                             | —                             | —                             |               | ?                        |
| "Moonlight"                                                                           | 2018 | 35                            | 17                            | 13                            | 20                            | 42                            | 45                            | 25                            | 45                            | 21                            | 31                            |               | ?                        |
| "The Remedy for a Broken Heart (Why Am I So in Love)"                                 | 2018 | 67                            | 30                            | 25                            | 46                            | 50                            | 67                            | —                             | 74                            | —                             | 53                            |               | ?                        |
| "Numb"                                                                                | 2018 | 82                            | —                             | —                             | 58                            | 72                            | —                             | —                             | —                             | —                             | —                             |               | ?                        |
| "Infinity (888)" (participação de Joey Badass)                                        | 2018 | 83                            | 36                            | —                             | 54                            | 69                            | —                             | —                             | —                             | —                             | —                             |               | ?                        |
| "Going Down!"                                                                         | 2018 | 95                            | 41                            | —                             | 81                            | 94                            | —                             | —                             | —                             | —                             | —                             |               | ?                        |
| "$$$" (com Matt Ox)                                                                   | 2018 | —                             | 45                            | —                             | 92                            | —                             | —                             | —                             | —                             | —                             | —                             |               | ?                        |
| "Smash!" (participação de PnB Rock)                                                   | 2018 | —                             | —                             | —                             | —                             | —                             | —                             | —                             | —                             | —                             | —                             |               | ?                        |
| "I Don't Even Speak Spanish LOL" (participação de Rio Santana, Judah e Carlos Andrez) | 2018 | —                             | —                             | —                             | 84                            | 89                            | —                             | —                             | —                             | —                             | —                             |               | ?                        |
| "Hope"                                                                                | 2018 | —                             | 44                            | —                             | 86                            | —                             | —                             | —                             | —                             | —                             | —                             |               | ?                        |
| "—" denota canções lançadas que não entraram nas paradas musicais.                    |      |                               |                               |                               |                               |                               |                               |                               |                               |                               |                               |               |                          |

## Outras aparições
| Título                             | Ano  | Outros intérprete(s)                                     | Album                   |
| ---------------------------------- | ---- | -------------------------------------------------------- | ----------------------- |
| "Crush"                            | 2015 | Fuckboy Tay                                              | —                       |
| "Live Off a Lick"                  | 2015 | Smokepurpp                                               | —                       |
| "IWATCHEDHIMDROWN (INTRO)"         | 2015 | Ski Mask the Slump God                                   | —                       |
| "FukEmWeBall"                      | 2015 | SANTZ                                                    | —                       |
| "Hit the Dirt"                     | 2016 | Yoshi Thompkins                                          | —                       |
| "SpaceGhostPussy (R.I.P. Yams)"    | 2016 | Ronny J, Lofty 305, Denzel Curry, Ski Mask the Slump God | —                       |
| "PURRPOSELY"                       | 2016 | Denzel Curry                                             | —                       |
| "Emoji"                            | 2016 | Ronny J                                                  | —                       |
| "R.I.P. Roach"                     | 2016 | Ski Mask the Slump God                                   | Drown In Designer       |
| "Whitley"                          | 2016 | Nova                                                     | —                       |
| "Bodies"                           | 2016 | Cracka Paul, LXRD HIPPY                                  | —                       |
| "Fatality"                         | 2016 | Ski Mask the Slump God                                   | —                       |
| "Innadat"                          | 2016 | Robb Banks                                               | C2: Death of My Teenage |
| "By My Lonely" (Remix)             | 2016 | Smokepurpp                                               | —                       |
| "Crucify Thy Infant, Son of Whore" | 2017 | Craig Xen                                                | —                       |
| "Roll in Peace"                    | 2017 | Kodak Black                                              | Project Baby 2          |
| "Show Time"                        | 2017 | Juicy J                                                  | Highly Intoxicated      |